# Григорьев, Андрей Терентьевич
Андрей Терентьевич Григорьев (август 1889, д. Игнатово, Зубцовский район, Тверская губерния, Российская империя — 22 июля 1941, Москва, СССР) — советский военачальник, генерал-майор войск связи (4.06.1940).

## Биография
Получил образование в реальном и коммерческом училищах (1906, 1907). В 1912 году после окончания учебной команды лейб-гренадерского Екатеринославского полка в звании унтер-офицера назначен начальником телефонной команды полка. Сведений о прохождении службы в Русской армии и участии его в Первой мировой войне в послужном списке нет.
С октября 1918 года — в РККА, вскоре стал квартирмейстером батальона связи 2-й Повстанческой дивизии, затем командиром батальона связи 58-й стрелковой дивизии. К окончанию Гражданской войны — помощник начальника управления связи 12-й армии, затем инспектор связи Украинского военного округа.
После окончания Курсов усовершенствования высшего начсостава РККА (1926) и Курсов высшего начсостава штабных работников (1927) возглавлял войска связи Приволжского (1927—1929) и Белорусского (1929—1933) военных округов. С ноября 1933 года по 1 апреля 1935 года — заместитель начальника Главного управления Народного комиссариата связи (НКС) СССР. С апреля 1935-го по июнь 1936 года — начальник кафедры службы связи Военной электротехнической академии РККА, затем помощник по связи армейского инспектора штаба Белорусского военного округа (БВО), с ноября 1936 года — начальник войск связи округа.
О системных недостатках в организации связи РККА в 1940 году доложил письмом начальнику связи РККА генерал-майору войск связи Н. И. Гапичу, но ничего существенного для исправления этой ситуации сделано не было. С началом Великой Отечественной войны — начальник связи Западного фронта. Первые же часы войны на практике вскрыли все те недостатки, о которых год назад Григорьев предупреждал Гапича, однако самого же Григорьева в них и обвинили.
Арестован 4 июля 1941 года. В приказе наркома обороны СССР И. В. Сталина от 28 июля говорилось:

…б) бывший начальник связи Западного фронта Григорьев А. Т., имея возможность к установлению бесперебойной связи штаба фронта с действующими частями и соединениями, проявил паникерство и преступное бездействие, не использовал радиосвязь в результате чего с первых дней военных действий было нарушено управление войсками…
22 июля 1941 года решением Военной коллегии Верховного Суда СССР приговорён к расстрелу. Расстрелян в тот же день. Похоронен на подмосковном полигоне НКВД.
Посмертно реабилитирован 31 июля 1957 года.

## Награды
- Орден Красной Звезды (22.02.1941)
- Медаль «XX лет Рабоче-Крестьянской Красной Армии» (22.02.1938)